# Sistema a serpentina
Il sistema a serpentina è un metodo usato nell'organizzazione di una competizione sportiva in modo da assegnare le teste di serie agli specifici gruppi. Le n teste di serie che parteciperanno al torneo sono distribuite negli m gruppi secondo il seguente algoritmo:
| Gruppo 1 | Gruppo 2 | . . . | Gruppo m − 1 | Gruppo m |
| -------- | -------- | ----- | ------------ | -------- |
| 1        | 2        | . . . | m − 1        | m        |
| 2m       | 2m − 1   | . . . | m + 2        | m + 1    |
| 2m + 1   | 2m + 2   | . . . | 3m − 1       | 3m       |
| ...      |          |       |              |          |

Per esempio, 12 squadre sarebbero organizzate in gruppi da 4 come segue:
| Gruppo 1 | Gruppo 2 | Gruppo 3 |
| -------- | -------- | -------- |
| 1        | 2        | 3        |
| 6        | 5        | 4        |
| 7        | 8        | 9        |
| 12       | 11       | 10       |

Per migliorare la competitività, talvolta questo metodo è usato insieme al sorteggio: la serpentina viene applicata solamente a un certo numero di partecipanti (testa di serie), per poi completare i gruppi mediante sorteggio.